# Gluvrekletten
Gluvrekletten är en bergstopp i Antarktis. Den ligger i Östantarktis. Norge gör anspråk på området. Toppen på Gluvrekletten är 2 200 meter över havet, eller 391 meter över den omgivande terrängen. Bredden vid basen är 3,0 km.
Terrängen runt Gluvrekletten är varierad. Trakten är obefolkad. Det finns inga samhällen i närheten. 